# Egypt (Pensylvánie)
Egypt (pensylvánskou němčinou Iegypden) je sídlo a místo určené sčítáním lidu (CDP) ve Whitehall Township v okrese Lehigh County v Pensylvánii ve Spojených státech amerických. Roku 2020 zde žilo 2 588 obyvatel.
Egypt se nachází asi 11 km severně od Allentownu a je součástí metropolitní oblasti Lehigh Valley, která měla k roku 2020 přibližně 862 tisíc obyvatel a byla 68. nejlidnatější metropolitní oblastí v USA.

## Geografie
Egypt se nachází na severovýchodně Lehigh County v severozápadním cípu Whitehall Township. Na východě sousedí s Cementonem a na severu a západě s North Whitehall Township.

## Galerie

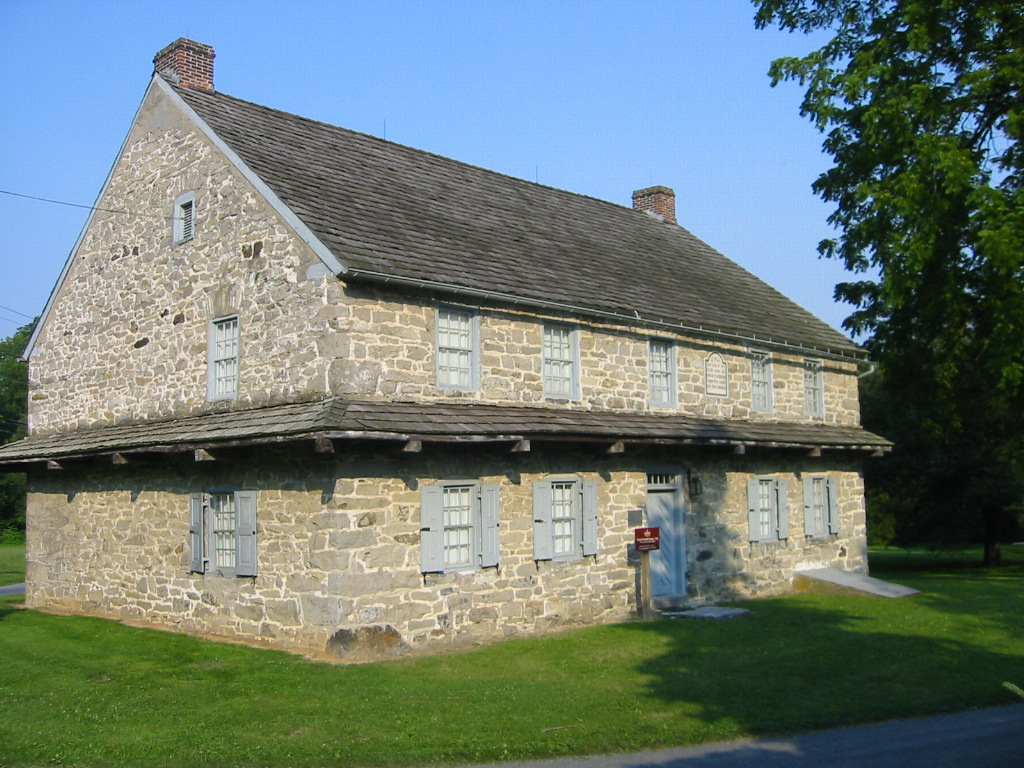
Troxell-Steckel House v Egyptě, postavený v roce 1756, patří mezi nejstarší budovy v okrese Lehigh
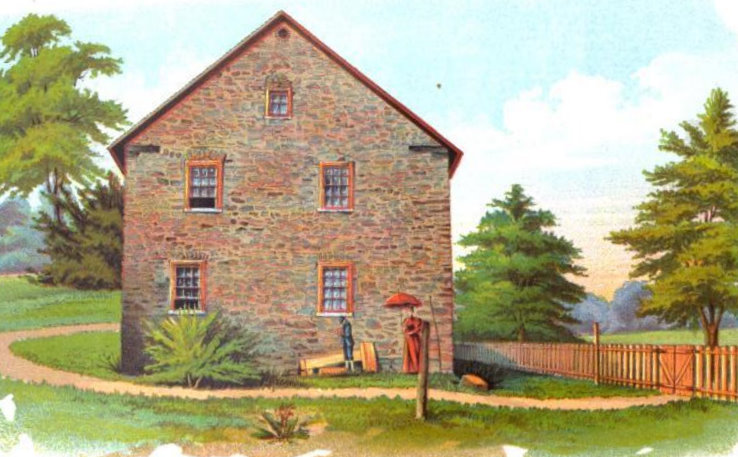
Fort Dehler, který se nachází poblíž Egypta, vyobrazený rytině z roku 1895, byl postaven v roce 1760, aby chránil osadníky před indiánskými útoky během francouzsko-indiánské války
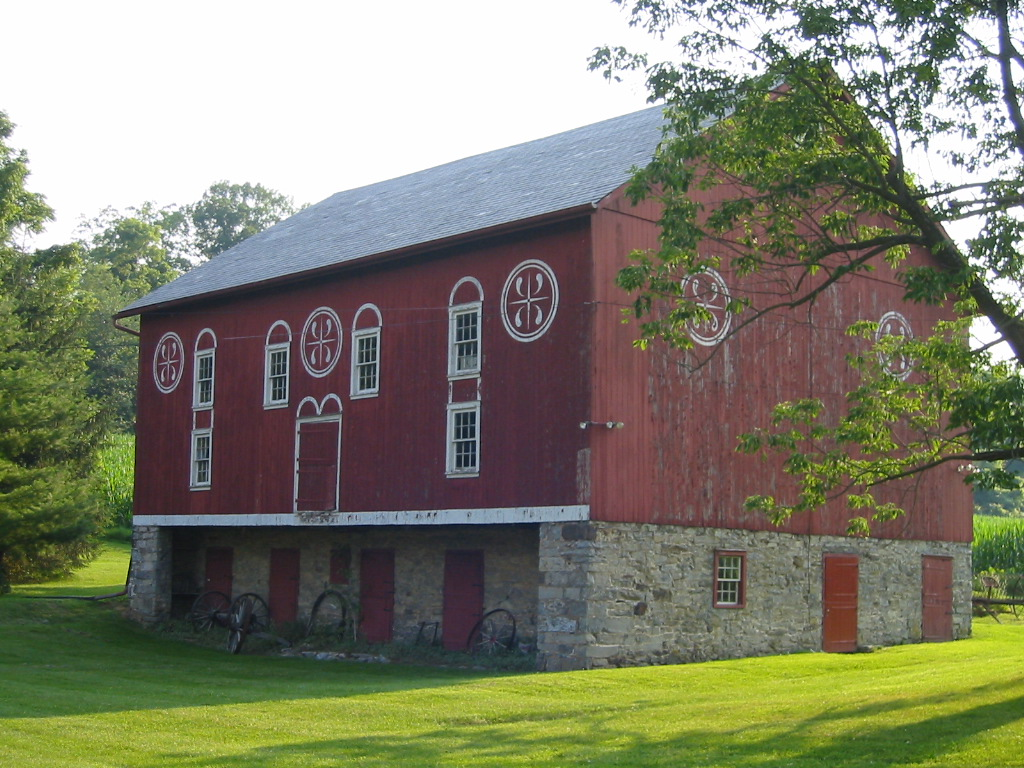
Stodola v Troxell-Steckel House v Egyptě v červenci 2008